# Jelenia Struga (dopływ Jedlicy)
Jelenia Struga (niem. Hirschgraben) – potok, prawy dopływ Jedlicy o długości ok. 2,3 km.
Źródła ma we wschodniej części Karkonoszy, w północnej części Lasockiego Grzbietu, pod szczytem Średniaka. Opływa go od południa i wschodu, po czym płynie na północ. W górnej części Kowar - Podgórzu, wpada do Jedlicy.